# Мост Макензи-Кинг
Мост Макензи-Кинг, англ. Mackenzie King Bridge — автодорожный железобетонный рамный мост через канал Ридо в Оттаве, Канада. Расположен в нескольких кварталах от Парламентского холма, к югу от моста Плаза и к северу от моста Лорье-авеню. Проходит над . Восточный конец моста, где располагается терминал Mackenzie King городского автобусного транзита, выходит к торговому центру Rideau Centre и штаб-квартирой Департамента национальной обороны Канады. Западный конец проходит между Национальным центром искусств и парком Конфедерации.

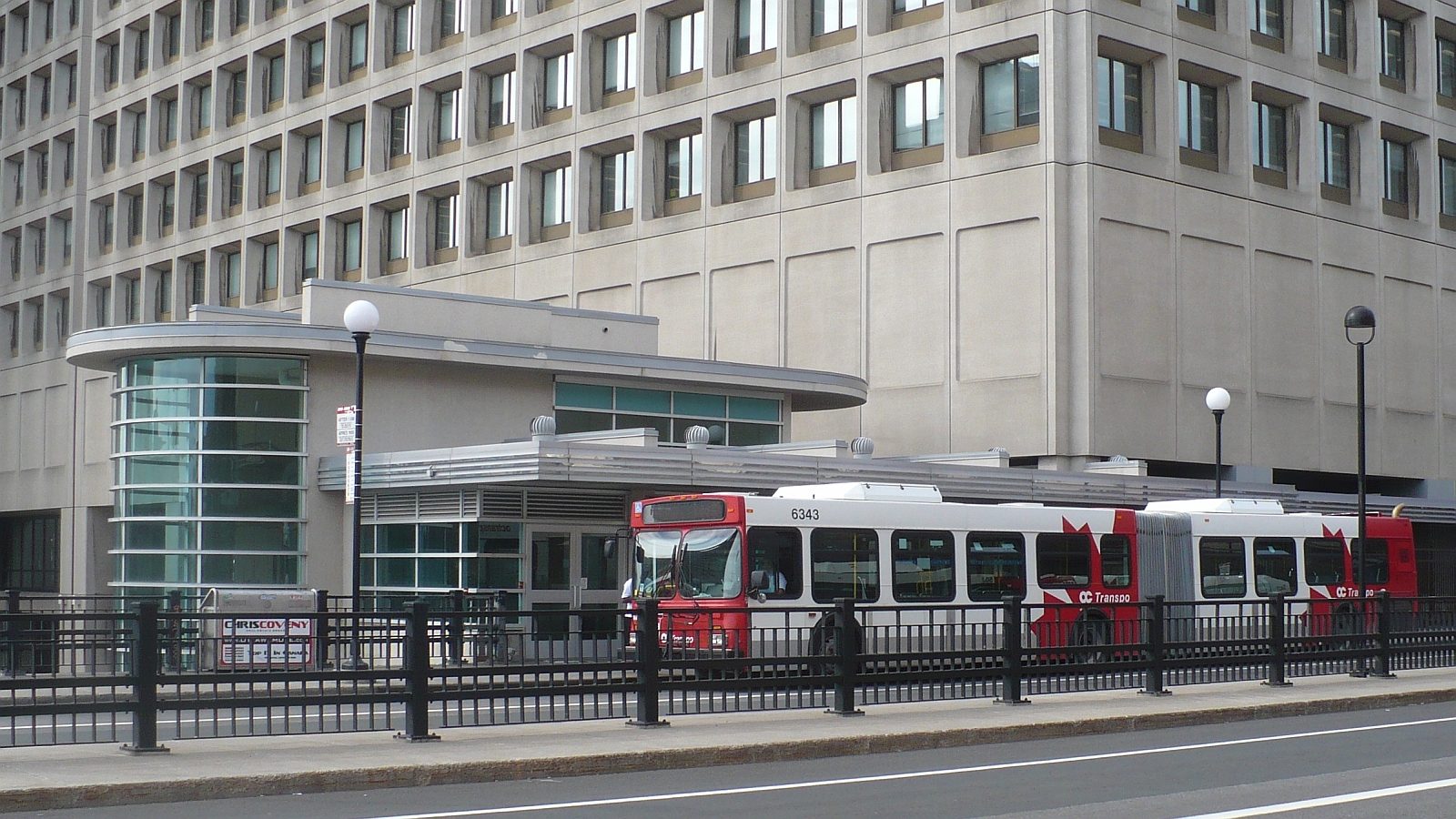
Автобусный терминал Макензи-Кинг

Мост назван в честь премьер-министра Уильяма Лайона Макензи Кинга (1874—1950). Мост был открыт в 1951 году, в 1996—1998 годах выполнен капитальный ремонт.